# Sie nannten ihn Stick
Sie nannten ihn Stick ist ein US-amerikanischer Actionfilm aus dem Jahr 1985. Der Film basiert auf dem Roman Stick von Elmore Leonard.

## Handlung
Ernest „Stick“ Stickley wird aus dem Gefängnis entlassen und besucht seinen alten Zellenkollegen Rainy in Miami, Florida, um etwas Geld zu verdienen. So stellt er ihn Chucky vor, der im Drogenhandel verwickelt ist. Rainy und Stick holen anschließend den Auftragskiller Moke ab, um Geld zu dem Drogenboss Nestor zu transportieren. Doch die Übergabe ist eine Falle, denn Moke erschießt hinterrücks Rainy und Stick wird von Nestors Leuten gejagt. Zwar kann Stick seine Verfolger töten und erfolgreich fliehen, aber er lässt dabei ein Foto seiner Tochter Katie zurück.
Später trifft sich Nestor mit Chucky, auf den er immer noch wütend ist. Schließlich hat er im letzten Monat einen Undercover-FBI-Agenten nicht erkannt, sodass ein Geschäft im Wert von 200.000 US-Dollar scheiterte und Nestor einen Mann verlor. Da er auch noch gläubig ist, verlangte Nestor von Chucky nicht nur das Geld, sondern auch ein Leben. Als Rainy verstarb, wurde diese Rechnung beglichen, doch da Stick zwei weitere Männer tötete, schuldet Chucky ihm erneut zwei Leben.
Inzwischen ist Stick unterwegs, um sich an Chucky zu rächen. Er erfährt, dass Chucky versucht seit einiger Zeit ehrlich zu werden und nun häufig beim prominenten Komiker Barry Bran verweilt. Stick schafft es, dass Barry von ihm begeistert ist, sodass er ihm einen Job als dessen Chauffeur anbietet. Dabei lernt Stick die schöne Kyle kennen, die sich ihm gegenüber aber distanziert hält. Als Chucky von Sticks Anwesenheit erfährt, ist er wütend. Er kann sich aber kontrollieren, um seine Geschäfte nicht zu gefährden. Aber das hält Stick nicht davon ab, auf einer von Bran veranstalteten Party Chucky davonzujagen.
Anschließend bittet Stick Nestor um die Erlaubnis, Chucky das Geld abzunehmen, das er ihm noch von dem Auftrag schuldet, den er mit Rainy machen sollte. Er selbst hat keine Probleme mit Nestor und macht dementsprechend keinen Ärger. Nestor willigt ein und gibt ihm die Erlaubnis, sofern er die Polizei draußen lässt. Aber gleichzeitig heuert Nestor Moke an, um sowohl Stick als auch Chucky zu töten. Diesem Auftrag geht er nach und überrascht Stick, wie er gerade dabei ist, bei Chucky sein Geld einzufordern. Es kommt zum Kampf zwischen den dreien, bei dem Chucky und Moke sterben. Anschließend bricht Stick zu Nestor auf, der inzwischen Katie als Geisel nahm. Es kommt zu einem Kampf und Stick schafft es, alle von Nestors Leuten mit einer Automatikwaffe zu töten. Er rettet Katie und fährt bald darauf mit Kyle dem Sonnenuntergang entgegen.

## Kritik
„Mit Sentimentalitäten und der naiven Botschaft vom möglichen sozialen Aufstieg verschnittener Kriminalfilm; spannend nur in wenigen Szenen, amüsant durch seine Seitenhiebe auf Formen amerikanischer Exzentrik.“

## Hintergrund
Der Film startete am 26. April 1986 in den US-Kinos und konnte dort etwas mehr als 8,4 Mio. US-Dollar einspielen. In Deutschland startete der Film am 12. Juli 1985 und wurde nur kurze Zeit später im Oktober direkt auf VHS veröffentlicht. Die deutschsprachige DVD ist seit dem 3. Dezember 2009 und die deutschsprachige Blu-ray Disc seit dem 24. Februar 2012 erhältlich.
Ferner existiert ein Director’s Cut, der rund zehn Minuten kürzer ist als die Kinofassung und wesentliche Unterschiede zu dieser aufweist.